# Rubén Bentancourt
Rubén Bentancourt, vollständiger Name Rubén Daniel Bentancourt Morales, (* 2. März 1993 in Salto) ist ein uruguayischer Fußballspieler.

## Karriere

### Verein
Der 1,86 Meter große Offensivakteur Bentancourt ist der Sohn des gleichnamigen ehemaligen Progreso-Torhüters. Er begann mit dem Fußballspielen im Pre-baby Fútbol und anschließend im Baby Fútbol beim Ferro Carril Futbol Club. 2004 wurde er mit der saltenischen Auswahl nationaler Meister in der Kategorie der Elfjährigen. Anfang 2007 schloss er sich dem Club Atlético Ceibal an. Im Folgejahr wurde er erneut in die U-15 der Departamento-Auswahl berufen. Zu einem Einsatz kam er jedoch nicht mehr, da während eines Liga-Spiels seines Vereins die Talentspäher Danubios auf ihn aufmerksam wurden und ihn für das Nachwuchsteam verpflichteten. Dort spielte er zunächst in der Sexta División und der Quinta División. Im Januar 2011 wurde er sodann Torschützenkönig bei der Copa Santiago de Futebol Juvenil, einem im brasilianischen Santiago abgehaltenen Juniorenturnier. Mit seinem Verein platzierte er sich dort hinter dem SC Internacional auf Platz zwei. Im selben Jahr wurde er aus der Cuarta División in die Erstligamannschaft Danubios befördert. Bentancourt gehörte in der Spielzeit 2011/12 dem Kader des uruguayischen Erstligisten Danubio an. Ein Einsatz für die Montevideaner in der Primera División ist jedoch nicht verzeichnet. Im August 2011 unterschrieb er sodann für vier Jahre bei der PSV Eindhoven in den Niederlanden. Damit ist er der erste Uruguayer, der in der Vereinsgeschichte für den Klub spielt. Nach Angaben seines Vereins hat er auch die italienische Staatsbürgerschaft. Die uruguayische Presse taufte ihn etwa zu jener Zeit bereits – auch aufgrund seiner Herkunft und des sehr ähnlichen Erscheinungsbildes – den „Cavani des PSV“.
Am 19. August 2013 lief er erstmals in der Eerste Divisie für das Nachwuchsteam Jong PSV auf, als er in der Partie des 3. Spieltags gegen den FC Oss in der 66. Minute für Geraldo Antonio eingewechselt wurde. Am 30. August 2013 stand er beim Auswärtsspiel gegen den FC Dordrecht erstmals in der Startformation Eindhovens. Seinen ersten Treffer erzielte er in seinem vierten Spiel am 2. September 2013 in der Partie gegen Ajax. Insgesamt bestritt er bis zu seinem letzten Einsatz am 26. Januar 2014 19 Saisoneinsätze (ein Tor) in der Liga.
Ende Januar 2014 wechselte Bentancourt in die italienische Serie A zu Atalanta Bergamo. Nachdem er dort am 6. April 2014 bei der 0:2-Heimniederlage gegen US Sassuolo Calcio sein Debüt gab, als er in der 64. Spielminute für Giuseppe de Luca eingewechselt wurde, folgten bis zum Saisonende noch zwei weitere Einsätze gegen den CFC Genua und Catania Calcio. Für die Saison 2014/15 wurde er an den FC Bologna mit Kaufoption ausgeliehen. Für die Bologneser lief er in fünf Partien (kein Tor) der Serie B und einer Begegnung (kein Tor) der Coppa Italia auf. Anfang Februar 2015 kehrte er zunächst vorübergehend nach Uruguay zurück und schloss sich auf Leihbasis dem Erstligisten Defensor Sporting an. Dort lief er in der Clausura 2015 achtmal (kein Tor) in der Primera División auf. Sodann führt sein Karriereweg erneut nach Europa, wo er seit Mitte Juli 2015 eine weitere Leihstation beim italienischen Drittligisten US Arezzo absolviert. Er bestritt dort in der Saison 2015/16 29 Ligaspiele und schoss vier Tore. Auch kam er einmal (kein Tor) in der Coppa Italia zum Einsatz. Im Juli 2016 vermeldete Atalanta Bergamo die einvernehmliche Vertragsauflösung mit Bentancourt. Anfang September 2016 wechselte er nach Argentinien zu Defensa y Justicia. Ohne Pflichtspieleinsatz bei den Profis verließ er die Argentinier bereits Ende Januar 2017 wieder und setzte seine Karriere nunmehr bei Paraná Clube fort. Bei den Brasilianern wurde er einmal (kein Tor) in der Primeira Liga und dreimal (kein Tor) im Campeonato Paranaense eingesetzt. Im Juli 2017 verpflichtete ihn der uruguayische Erstligist Sud América.
Zur Saison 2018 wechselte Bentancourt zunächst zu Independiente Santa Fe, um noch im selben Jahr nach Mexiko zum CF Atlante. 2020 ging er seine Heimat zurück. Hier unterzeichnete er bei Boston River. Im Folgejahr dann zu Peñarol Montevideo, wo er derzeit aktiv ist.

### Nationalmannschaft
Bentancourt gehört der uruguayischen U-20-Auswahl bereits seit 2011 an. Sein Debüt für die Celeste feierte er am 6. Juni 2012 im Spiel gegen die Juniorennationalmannschaft der Vereinigten Staaten. Unter anderem kam er auch im Rahmen der Vorbereitung auf die Südamerikameisterschaft des Jahres 2013 bei der Copa Antel im Dezember 2012 in einem Spiel gegen die U-23-Auswahl von Rio Grande do Sul zum Einsatz und erzielte den Treffer Uruguays bei der 1:3-Niederlage. Er gehörte dem Aufgebot der uruguayischen U-20-Auswahl bei der U-20-Fußball-Südamerikameisterschaft 2013 in Argentinien an. Dort absolvierte er vier Spiele und schoss ein Tor. Im Juli 2013 wurde er sodann bei der U-20-Fußball-Weltmeisterschaft 2013 in der Türkei Vize-Weltmeister mit Uruguay. Im Verlaufe des Turniers bestritt er ein Spiel und erzielte einen Treffer. Bis zum 5. Juli 2013 sind für Bentancourt nach Angaben der AUF bislang elf Spiele und vier Tore für die U-20 verzeichnet.

## Erfolge
- U-20-Vizeweltmeister 2013